# غاريت ديلاهونت
غاريت ديلاهونت (بالإنجليزية: Garret Dillahunt)‏ مواليد 24 نوفمبر 1964 في كاليفورنيا، الولايات المتحدة، هو ممثل أمريكي بدأ مسيرته الفنية عام 1995.

## الأعمال

### أفلام
- صانع الحلقة (الدور: جيس)

## وصلات خارجية
- غاريت ديلاهونت على موقع IMDb (الإنجليزية)
- غاريت ديلاهونت على موقع قاعدة بيانات الأفلام العربية
- غاريت ديلاهونت على موقع ألو سيني (الفرنسية)
- غاريت ديلاهونت على موقع أول موفي (الإنجليزية)
- غاريت ديلاهونت على موقع قاعدة بيانات برودواي على الإنترنت (الإنجليزية)
- غاريت ديلاهونت على موقع قاعدة بيانات الأفلام السويدية (السويدية)
- غاريت ديلاهونت على موقع إن إن دي بي (الإنجليزية)
- غاريت ديلاهونت على موقع قاعدة بيانات الفيلم (الإنجليزية)
- غاريت ديلاهونت على موقع كينوبويسك (الروسية)
- الموقع الإلكتروني